# Cornish Rex
| Cornish Rex                  | Cornish Rex                                                           |
| Junge Cornish Rex            | Junge Cornish Rex                                                     |
| Standard Nr.                 | Standard Nr.                                                          |
| ---------------------------- | --------------------------------------------------------------------- |
| Schulterhöhe                 | 30–35 cm                                                              |
| Länge                        | 35–45 cm                                                              |
| Gewicht                      | Kater: Ø 3–4,5 kg Kätzin: Ø 2,5–3,5 k                                 |
| erlaubte Farben              | Alle Farben und Farbvarianten sind erlaubt                            |
| nicht erlaubte Farben        | Keine Einschränkungen                                                 |
| erlaubte Fellzeichnung       | Alle Fellzeichnungen (einfarbig, gestreift, gescheckt, getigert etc.) |
| nicht erlaubte Fellzeichnung | Keine Einschränkungen                                                 |
| Liste der Katzenrassen       |                                                                       |

Cornish Rex ist eine Hauskatzen-Rasse. Ihr markantestes Merkmal ist das gekräuselte Fell. Die erste Katze dieser Rasse tauchte Anfang der 50er Jahre in Cornwall auf.

## Geschichte
Die erste Rex-Katze tauchte Anfang der 1950er-Jahre in Cornwall auf, mitten unter einem Wurf Bauernkatzen wurde sie ausfindig gemacht. Man wollte mehrere dieser gelockten Katzen züchten, deswegen kreuzte man das Männchen mit seiner Mutter, woraufhin angeblich noch mehr Rex-Katzen entstanden. Der Name Cornish Rex leitet sich von Cornwall ab. Ein paar Jahre später entdeckte man in Devonshire eine weitere Katze mit Maulwurfsfell (= Devon Rex). Man kreuzte daraufhin Exemplare beider Rassen, doch das gewünschte Ergebnis blieb aus.
„Rex“ ist überraschenderweise ein Begriff der Kaninchenzucht und beschreibt das maulwurfsartige Fell der Tiere.

## Aussehen
Rassebildendes Merkmal ist das gelockte oder gewellte Fell, welches „Maulwurfsfell“ genannt wird, eben weil die Haarpracht an die eines Maulwurfs erinnert. Die Haare sind kurz und eng anliegend, wobei die Grannenhaare nur spärlich vorhanden sind und sich nur undeutlich von den Wollhaaren unterscheiden. Das Leithaar fehlt ganz. Schnurrhaare und Augenbrauen sind gekräuselt. Von allen bekannten Rexkatzenrassen ist die Cornish Rex am stärksten von Haarveränderungen betroffen.
Die Cornish Rex ist eine schlanke Katze auf langen geraden Beinen. Lang und schlank ist auch der Schweif. Der Kopf ist keilförmig mit langer Nase, die Ohren sind groß und hoch angesetzt, sie wirken wie die einer Fledermaus. Die Augen sind mittelgroß und oval. In ihrer Gesamterscheinung gleicht sie der Orientalisch Kurzhaar.
Der Gendefekt, der die rassetypische Haarveränderung verursacht, ist derselbe, den auch die German-Rex-Katze trägt. Er wird autosomal rezessiv vererbt. Die Mutation befindet sich im LPAR6 Gen, welches den „Lysophosphatidic acid receptor 6“ kodiert. Es handelt sich um einen verfrühten Abbruch des Proteinaufbaus, der in Cornish Rex und German Rex gefunden wird aber nicht in Katzen mit geradem Haar. LPAR6 ist ein G-Protein-gekoppelter Rezeptor, der für die strukturelle Integrität des Haarschaftes verantwortlich ist. Eine ähnliche Mutation beim Menschen resultiert im Wollhaar-Syndrom.